# Tammy Grimes
Tammy Lee Grimes (Lynn, 30 de janeiro de 1934 - Englewood, 30 de outubro de 2016) foi uma cantora e atriz estadunidense. Ela ganhou dois Tony Awards em sua carreira, o primeiro por ter protagonizado o musical The Unsinkable Molly Brown e o segundo por estrelar em 1970 o revival Private Lives como Amanda Prynne.

## Trabalhos

### Filmografia
- Three Bites of the Apple (1967) - Angela Sparrow
- Arthur? Arthur! (1969) - Lady Joan Mellon
- Play It as It Lays (1972) - Helene
- The Horror at 37,000 Feet (1973, TV Movie) - Mrs. Pinder
- The Borrowers (1973, TV Movie) - Homily Clock
- Somebody Killed Her Husband (1978) - Audrey Van Santen
- The Runner Stumbles (1979) - Erna Webber
- Can't Stop the Music (1980) - Sydne Channing
- The Last Unicorn (1982) - Molly Grue (voz)
- The Stuff (1985) - atores do comercial da "Coisa"
- America (1986) - Joy Hackley
- Mr. North (1988) - Sarah Baily-Lewis
- Slaves of New York (1989) - Georgette
- Backstreet Justice (1994) - Mrs. Finnegan
- A Modern Affair (1995) - Dr. Gresham
- Trouble on the Corner (1997) - Mrs. K
- High Art (1998) - Vera
- My Little Pony Escape from Katrina (1985) - Katrina

### Teatro
- The Littlest Revue (1956)[2]
- Look After Lulu (1959)
- The Unsinkable Molly Brown (1960)
- Rattle of a Simple Man (1963)
- High Spirits (1964)
- The Only Game in Town (1968)
- Private Lives (revival) (1969)
- A Musical Jubilee (1975)
- California Suite (1976)
- Tartuffe (revival)(1977)
- Trick (1979)
- 42nd Street (1980)
- Sunset (1983)
- Orpheus Descending (revival) (1989)
- Wit & Wisdom (2003)